# Compagnia brandeburghese dell'Africa
La compagnia brandeburghese dell'Africa (in tedesco: Brandenburgisch-Afrikanische Compagnie), dal 1692 "Compagnia brandeburghese dell'Africa e dell'America", fu una società prussiana del Brandeburgo il cui scopo era il commercio estero con l'Africa occidentale. Prese parte all'allora commercio triangolare tra Europa, Africa e America, in particolare nel commercio di schiavi. Il porto di origine era Emden, ma aveva anche delle basi in Africa occidentale (compresa la colonia di Gross Friedrichsburg) e nei Caraibi.
La fondazione avvenne nel 1682 sotto l'elettore Federico Guglielmo e rimase strettamente legata all'operato dell'olandese Benjamin Raule, al servizio del Brandeburgo, ed allo sviluppo della marina del Brandeburgo. La società commerciale è stata anche la prima società per azioni tedesca.
La società venne sciolta nel 1711 da re Federico I di Prussia.

## Storia

### Antefatto

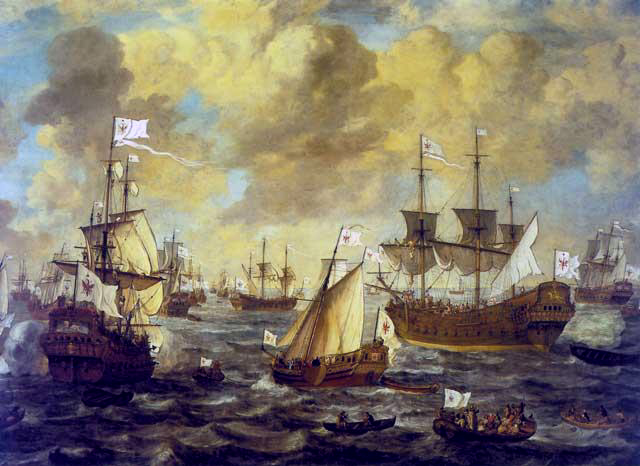
Le navi della marina brandeburghese in mare aperto

Le scoperte europee del XVI e del XVII secolo avevano portato all'ampliamento del "mondo conosciuto", nonché all'espansione degli orizzonti politici e delle aspirazioni dei sovrani europei. La costruzione navale, il commercio marittimo, il possesso di flotte di guerra e colonie, svolsero un ruolo decisivo nell'esplosione della rivalità e della concorrenza delle potenze europee sui territori appena scoperti.
Il Brandeburgo-Prussia sotto Federico Guglielmo rivendicò un nuovo posto nel concerto delle grandi potenze. Il modello per i brandeburghesi era la piccola repubblica dei Paesi Bassi, la quale era diventata una potenza commerciale ed economica dominante basandosi sul commercio estero e disponendo di una grande flotta mercantile. L'elettore pianificò nel 1651 la fondazione di una società commerciale per l'Asia orientale, ma non trovò investitori per questo progetto. Tuttavia, l'elettore non rinunciò alle sue ambizioni coloniali.
Su iniziativa del mercante olandese ed armatore Benjamin Raule venne organizzata la prima spedizione commerciale nell'Africa occidentale nel 1680-1681 battente bandiera brandeburghese. L'elettore fornì solo l'equipaggio delle due navi impiegate e concesse la bandiera di stato a quest'impresa; i costi e i rischi passarono tutti in capo a Raule ed ai suoi collaboratori. La vera missione della compagnia era quella di ricercare oro, avorio, grano e schiavi sulla costa della Guinea e di vendere poi questi beni a Lisbona, a Cadice o lungo il percorso. Questa spedizione ebbe successo e nel maggio del 1681 venne sottoscritto il primo accordo con le tribù africane locali sulla Costa d'Oro. Il contenuto del contratto prevedeva che i mercanti del Brandeburgo potessero costruire una base commerciale armata entro un anno e che gli africani locali avrebbero venduto i loro beni solo ai brandebughesi.

### La fondazione della compagnia nel 1682

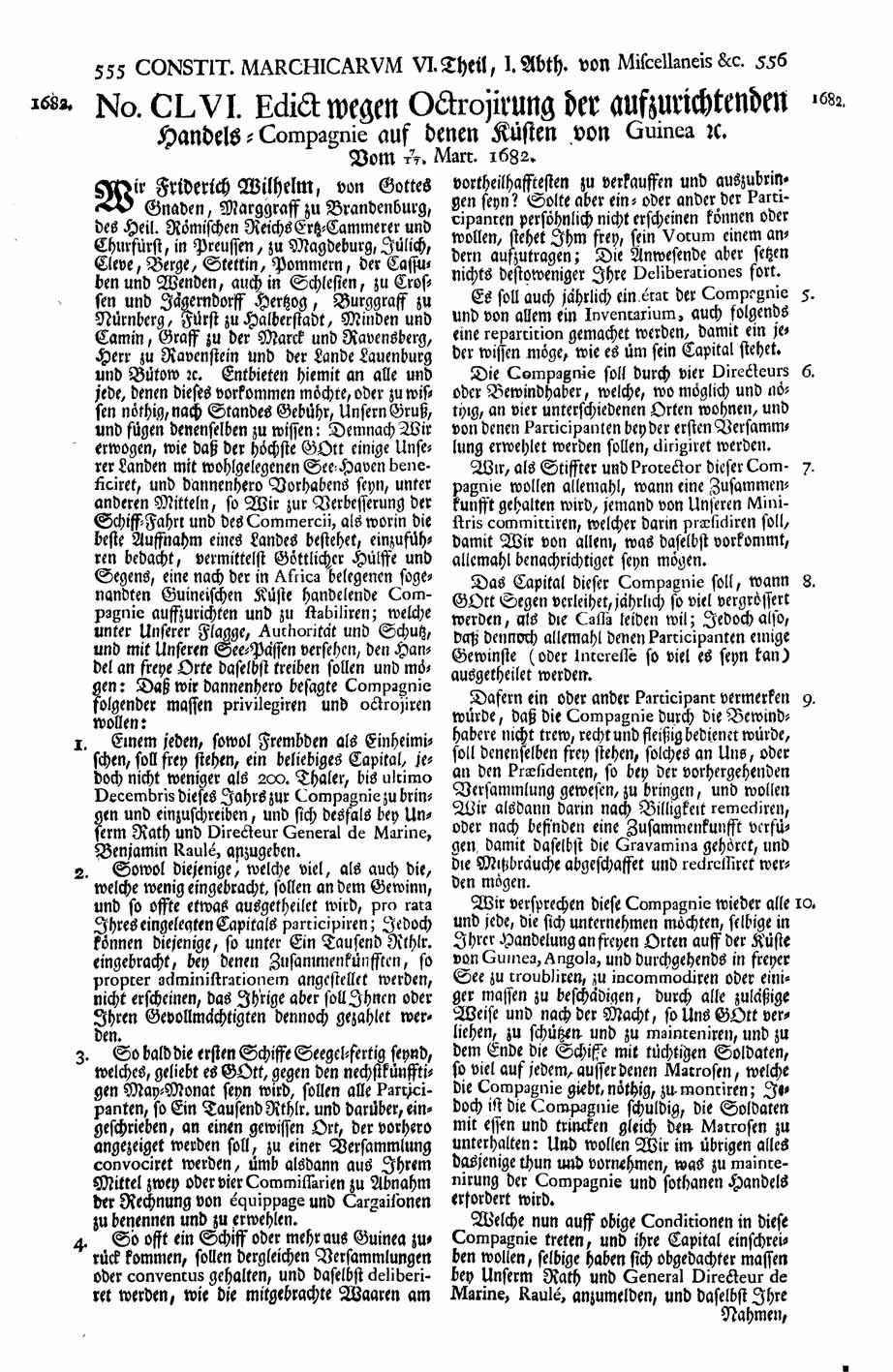
L'atto di fondazione della compagnia il 7 marzo 1682

Dopo il ritorno della prima spedizione nell'agosto del 1681, il grande elettore si basò su questo successo per continuare il progetto di colonizzazione commerciale in Africa. Il 7 marzo 1682, annunciò con l'"Editto di costituzione della società commerciale sulle coste della Guinea" la fondazione della "società commerciale sulle coste della Guinea".
La società era dotata di un capitale sociale di 50.000 talleri, di cui 48.000 raccolti per sottoscrizione. La società commerciale, in seguito ribattezzata "Compagnia commerciale brandeburghese in Africa", ricevette il benestare del Brandeburgo per il commercio in Africa occidentale su beni come pepe, avorio, oro e schiavi per 30 anni, oltre al diritto di creare in loco basi proprie. L'occupazione e l'equipaggiamento furono forniti dall'elettore. Inoltre, l'elettore concesse alla società il diritto di concludere i propri contratti con la popolazione nativa in sua rappresentanza. La società aveva una propria giurisdizione, era autorizzata a mantenere proprie forze armate ed a condurre guerre di difesa all'estero. Presso le corti europee, la società sarebbe stata rappresentata all'elettore in persona. Chiunque avesse acquisito un titolo con una denominazione minima di 200 talleri avrebbe potuto divenire partner dell'azienda. Tuttavia, l'impatto effettivo sulla società era basato sull'importo del deposito, quindi solo chi possedeva un valore nominale i 1000 talleri aveva diritto di voto. A tutti i dipendenti dell'azienda era severamente vietato fare commercio privato all'estero. La supervisione dell'azienda riconduceva direttamente all'elettore del Brandeburgo.

### Il trasferimento da Königsberg a Emden nel 1683
I precedenti porti navali del Brandeburgo di Königsberg e Pillau erano un primo porto base per la compagnia commerciale da poco fondata, ma apparivano poco adatti alle sue esigenze. Il Mar Baltico rimaneva infatti non navigabile per quattro mesi all'anno a causa dell'inverno, il viaggio attraverso il Kattegat era pericoloso e Øresund rischiava di essere chiusa dalla Danimarca, anche se la Danimarca e il Brandeburgo erano in ottimi rapporti.
L'elettore iniziò quindi ad organizzare i piani per acquisire un porto nelle acque profonde del Mare del Nord. Per questo scelse la città di Emden, all'epoca considerata uno dei migliori porti in Europa. A quel tempo vi erano dei conflitti in Frisia orientale e approfittando di ciò, l'elettore ha concordò la proprietà su Emden. Con il pretesto di una commissione imperiale per la protezione del paese, l'elettore si era imbarcò in accordo con la Danimarca il 26 ottobre 1682 per spostare 300 soldati del Brandeburgo a Glückstadt. Il 6 novembre venne catturato il castello di Greetsiel. Emden si arrese con l'unico presidio di 16 uomini di cui disponeva. Sei mesi dopo, il 22 aprile 1683, i brandeburghesi furono in grado di negoziare un contratto per la proprietà di Emden. Da quel momento in poi, Emden divenne il quartier generale della compagnia brandeburghese in Africa.
In un ulteriore contratto negoziato il 4 agosto 1683, fu stabilito che le proprietà di Emden con 24.000 talleri (restaurate all'elettore nel 1686 dopo diversi reclami) fossero parte delle proprietà della società.

### Dalla "Compagnia brandeburghese dell'Africa" alla "Compagnia brandeburghese dell'Africa e dell'America"

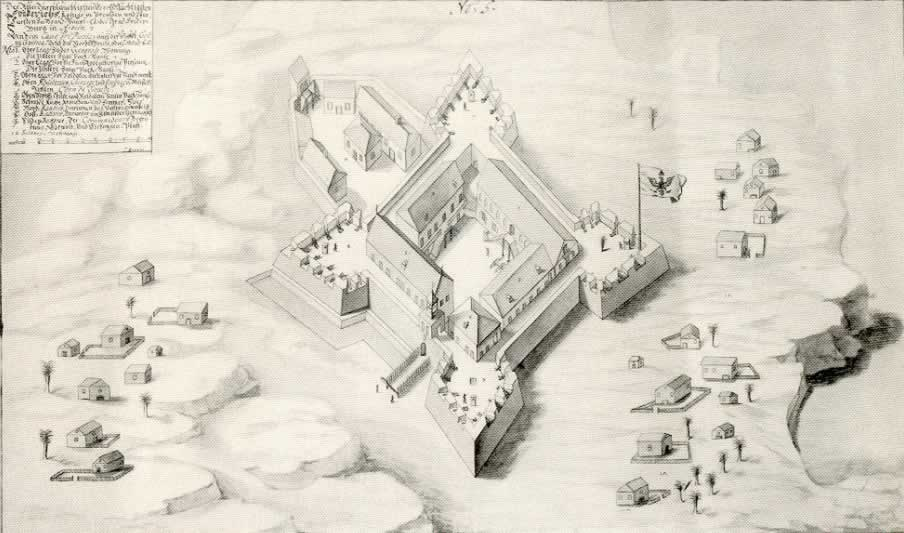
Vista della fortezza i Groß-Friedrichsburg in un disegno del 1686

Nel periodo successivo alle prime spedizioni, la compagnia si stabilì sulla costa occidentale dell'attuale Ghana, la cosiddetta Costa d'Oro. Il 1 gennaio 1683, venne fondata la prima base del Brandeburgo in Africa occidentale, Fort Gross Friedrichsburg. L'omonima colonia che vi sorse intorno si estendeva lungo una fascia costiera lunga circa 30-50 km e si trovava esternamente alla fortezza di Groß Friedrichsburg fondata nel 1684 assieme a Fort Dorothea e Fort Louise e ad una base fondata nel 1685 a Taccarary, ma che nel 1687 era stata conquistata dalla compagnia olandese delle Indie occidentali. Nel 1685, i brandeburghesi occuparono l'isola di Arguinal al largo della costa dell'attuale Mauritania e restaurarono il vecchio forte portoghese locale. Con la Danimarca, fu firmato un contratto che consentiva ai brandeburghesi di usare l'isola caraibica di Saint Thomas. Vennero così gettate le basi per costituire un commercio triangolare.
La creazione e la manutenzione di queste basi comportava costi elevati. Inoltre, i commercianti coinvolti nella società erano inclini alla corruzione e gestivano il commercio più per loro che per il bene della società. La rivalità con le altre compagnie commerciali europee portò ripetutamente alla confisca delle navi del Brandeburgo, che furono restituite solo dopo trattative lunghe e difficili. L'amministrazione della marina brandeburghese e della società commerciale furono unite, il che portò di fatto al 1684 all'abrogazione della separazione tra flotta militare e commerciale. Nel 1692, la Compagnia brandeburghese dell'Africa venne ufficialmente dichiarata fallita.
Un editto elettorale del 1692 convertì la Compagnia brandeburghese dell'Africa nella nuova "Compagnia brandeburghese dell'Africa e dell'America". Secondo i privilegi ricevuti, essa era del tutto conforme alla precedente, ma aveva preso ancor più a modello la Compagnia olandese delle Indie orientali.

### Declino e fine
A causa delle crescenti controversie tra i soci, degli attacchi dei pirati alle basi e della perdita di molte navi, la società perse la fiducia dei propri investitori. Nel 1700 solo 11 delle 34 navi di un tempo (1684) navigavano sotto la bandiera del Brandeburgo. Fu così che tra il 1699 e il 1709 la Compagnia brandeburghese dell'Africa e dell'America equipaggiò solo alcune delle navi di cui disponeva. Le basi non vennero rifornite a sufficienza. Nel 1711 la società venne rilevata dallo stato nella figura di re Federico I di Prussia senza alcuna resistenza da parte dei membri dell'associazione. Dopo trent'anni, la società commerciale cessò così di esistere. Per i successivi due decenni, il nuovo re prussiano si concentrò solo sulla liquidazione dei possedimenti e di quanto disponeva l'azienda.
Il problema principale della compagnia commerciale brandeburghese era stata per tutto il tempo della propria esistenza le risorse finanziarie limitate che invece sarebbero state necessarie in quantità maggiori per garantire un profitto duraturo e una capacità commerciale concorrente con le altre compagnie europee. Un altro momento per il fallimento dell'azienda fu la mancanza di infrastrutture economiche della madrepatria. All'epoca, il paese non era in grado di lavorare le merci importate, né esisteva un mercato interno sufficiente ad accogliere un ampio mercato, profittevole e ben finanziato, con le risorse finanziarie per l'acquisto di questi prodotti. Anche in America i brandeburghesi non riuscirono a costruire colonie di piantagione che avrebbero potuto consegnare in patria. Il solo commercio con l'America, ad ogni modo, non avrebbe potuto generare profitti duraturi.